# Sites miniers majeurs de Wallonie
Les sites miniers majeurs de Wallonie forment un ensemble de quatre sites miniers inscrits sur la liste du patrimoine mondial de l'UNESCO. Il s'agit du Grand-Hornu, du Bois-du-Luc, du Bois du Cazier et de Blegny-Mine.

## Description

Logo de l’inscription.

Ces quatre sites exploitent le « terrain houiller » qui va du Nord-Pas-de-Calais au Bassin d’Aix-la-Chapelle. 
Ces quatre sites couvrent la même tranche chronologique du début du XIXe à la fin du XXe siècle.
Ils condensent, sur un espace réduit, tous les aspects du patrimoine minier, technique et social. Ils se complètent réciproquement. Grand-Hornu et Bois-du-Luc forment le volet « social », Bois du Cazier et Blegny-Mine forment le volet « travail et travailleurs », illustrant à travers l’architecture les relations de pouvoir et l’organisation sociale. (...) Du point de vue architectural, deux sites, Grand-Hornu et Bois-du-Luc, cristallisent d’importants courants internationaux d’architecture et d’urbanisme.

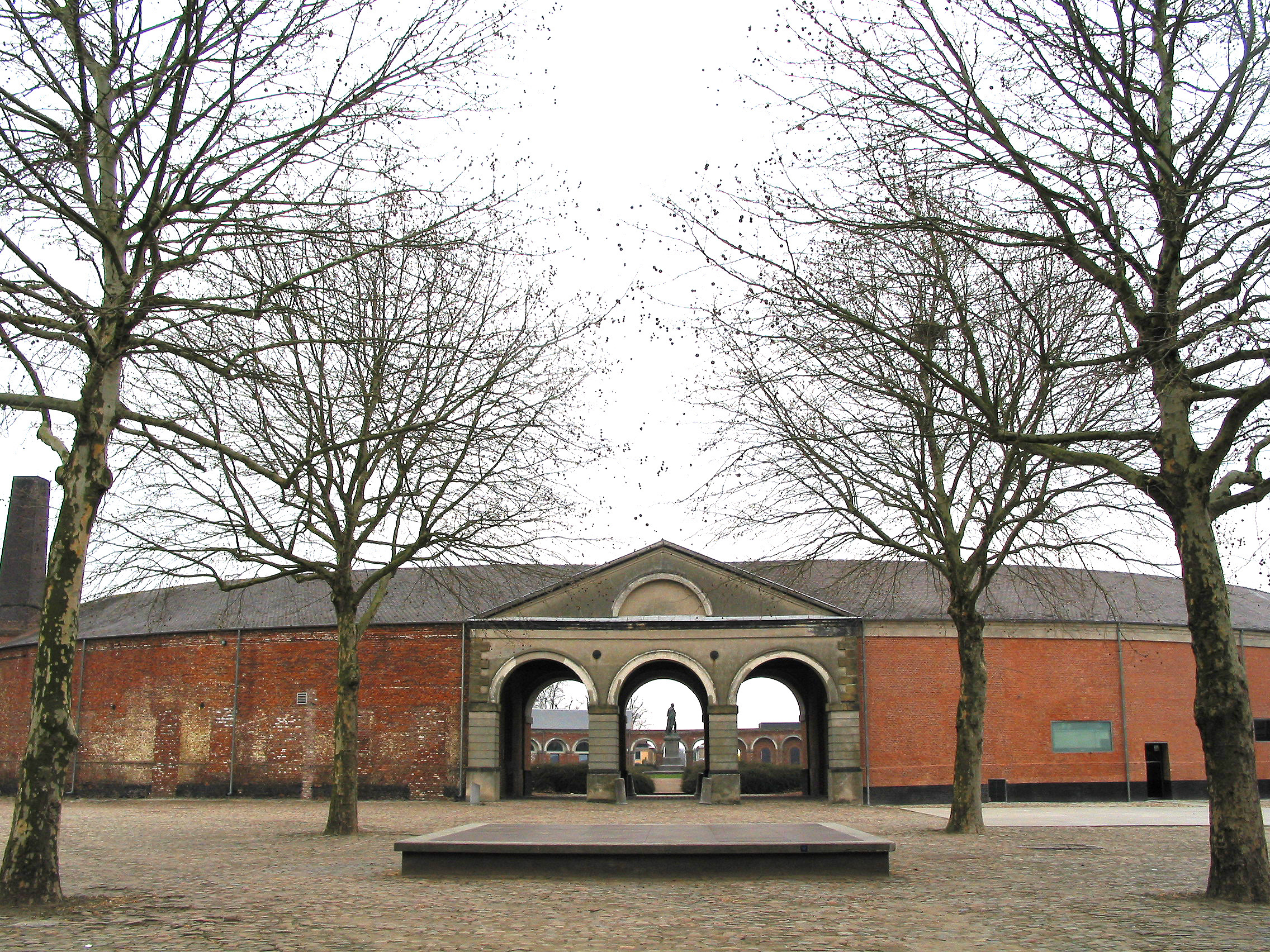
Le Grand-Hornu.
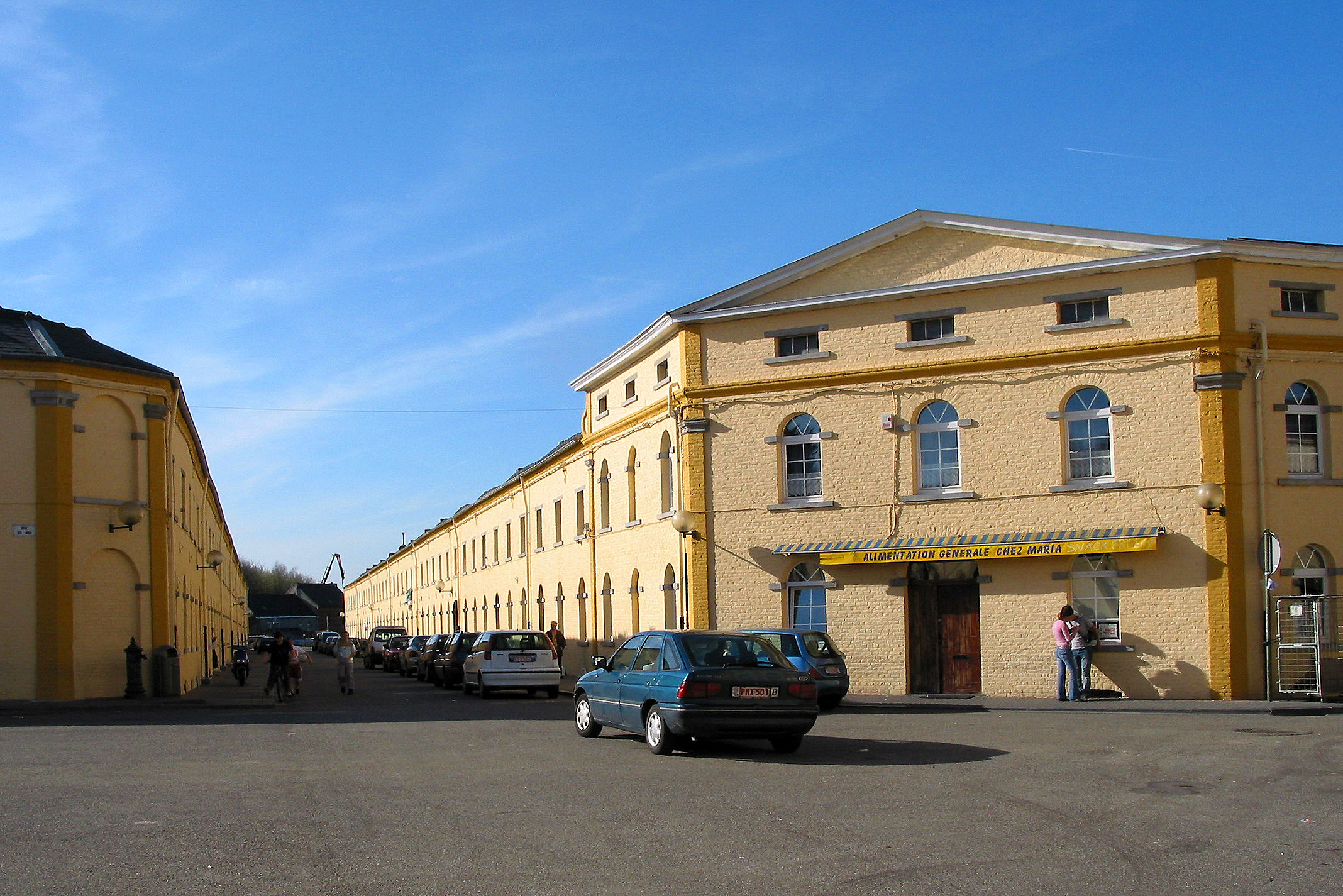
Bois-du-Luc.
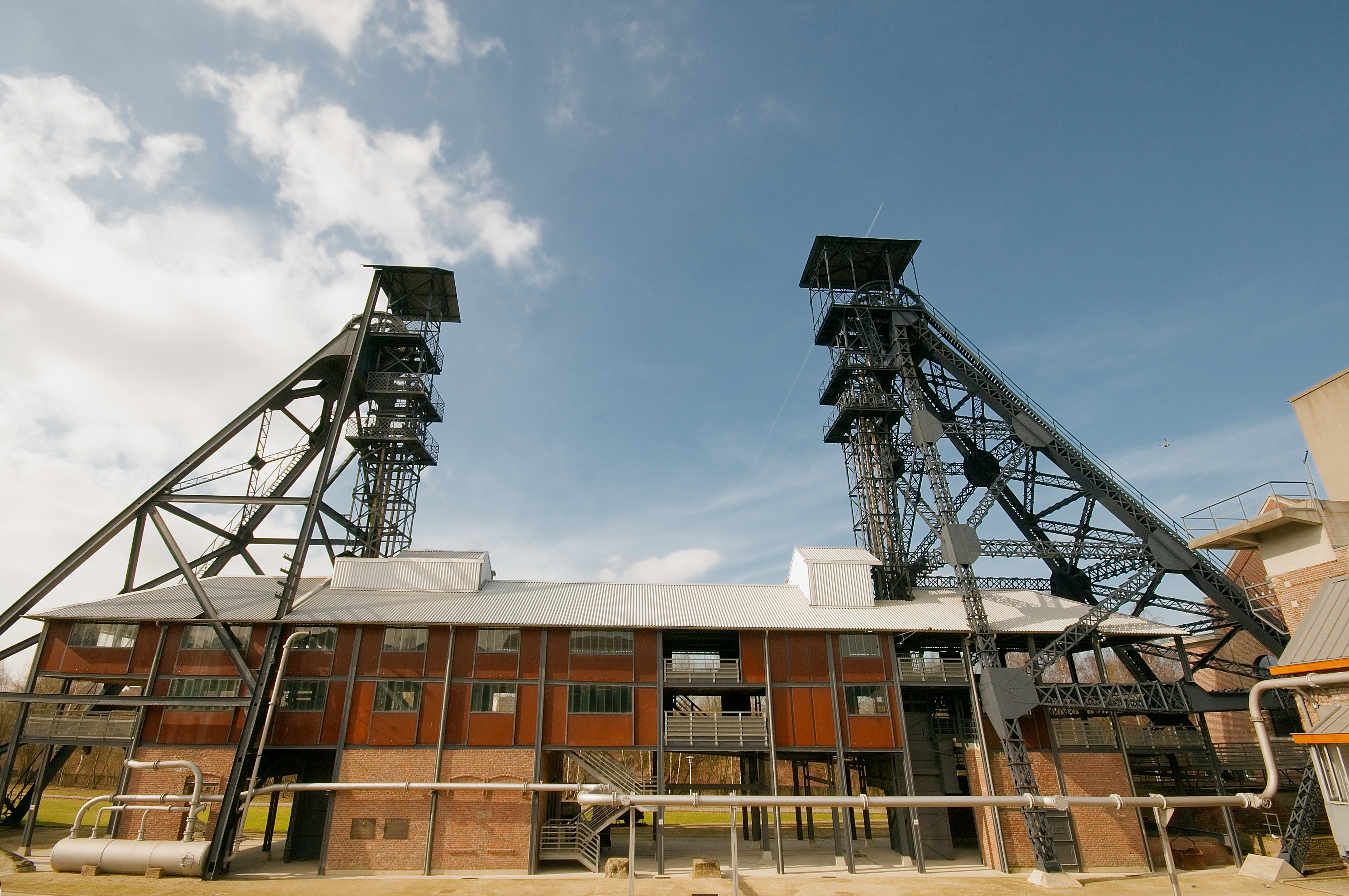
Bois du Cazier.
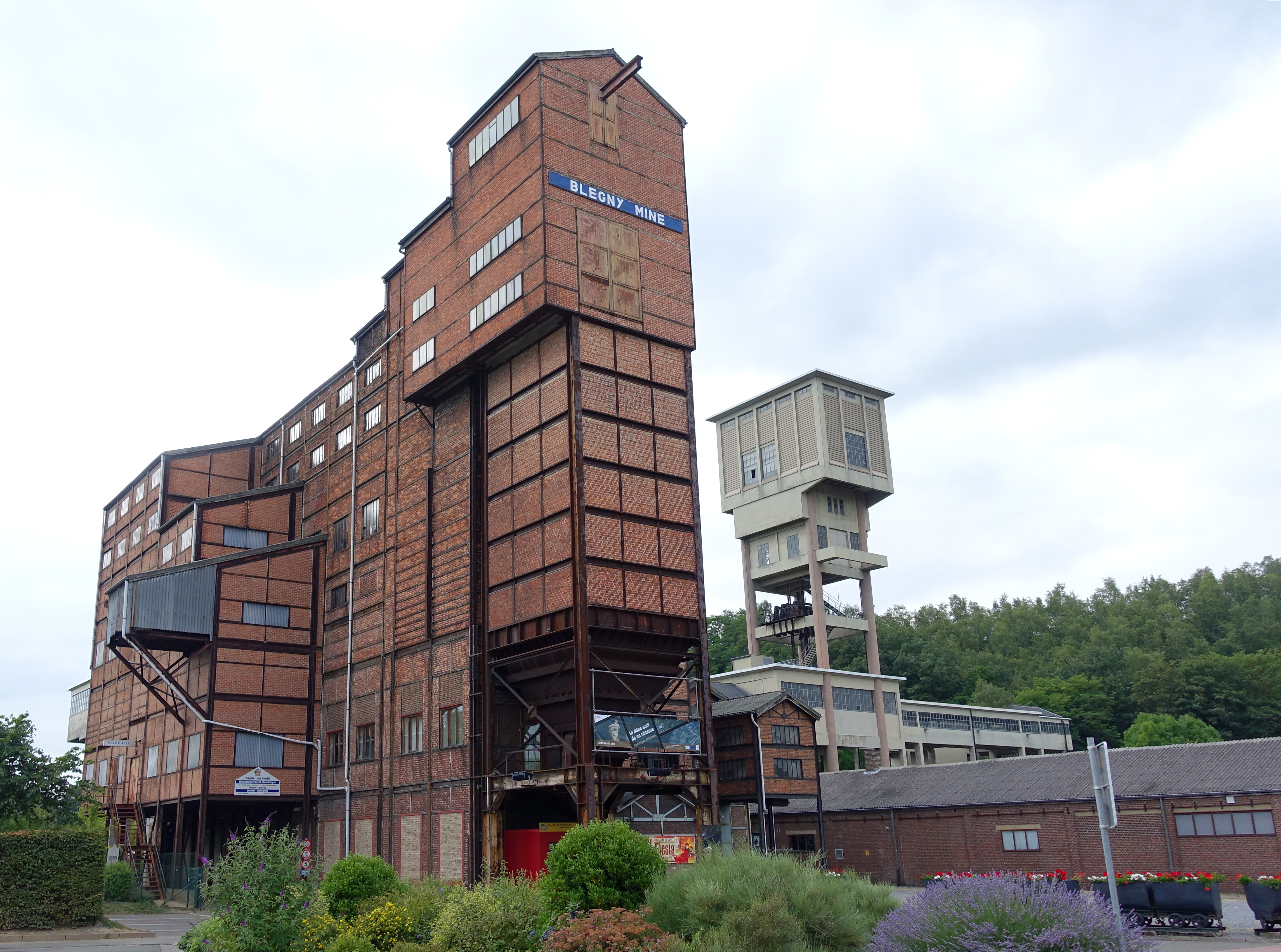
Blegny-Mine.